# Vlag van Galmaarden
De vlag van Galmaarden werd door de gemeenteraad op 24 september 1985 officieel vastgesteld als de gemeentelijke vlag van de Vlaams-Brabantse gemeente Galmaarden. Op 2 december 1985 werd hij door het Bestuur van Vlaanderen bevestigd en uiteindelijk gepubliceerd op 8 juli 1986 in het officiële Belgisch Staatsblad.
Officieel wordt de vlag beschreven als:
Gegeerd van tien stukken van wit en van zwart, de zwarte geren beladen met drie gele herkruiste kruisjes met spitse voet; hartschild: blauw met een gele gaande aanziende leeuw.
De vlag is volledig gebaseerd op het gemeentewapen en ziet er dus helemaal hetzelfde uit.
In 2025 is Galmaarden samen met Gooik en Herne opgegaan in de gemeente Pajottegem. De vlag is daardoor als gemeentevlag komen te vervallen.

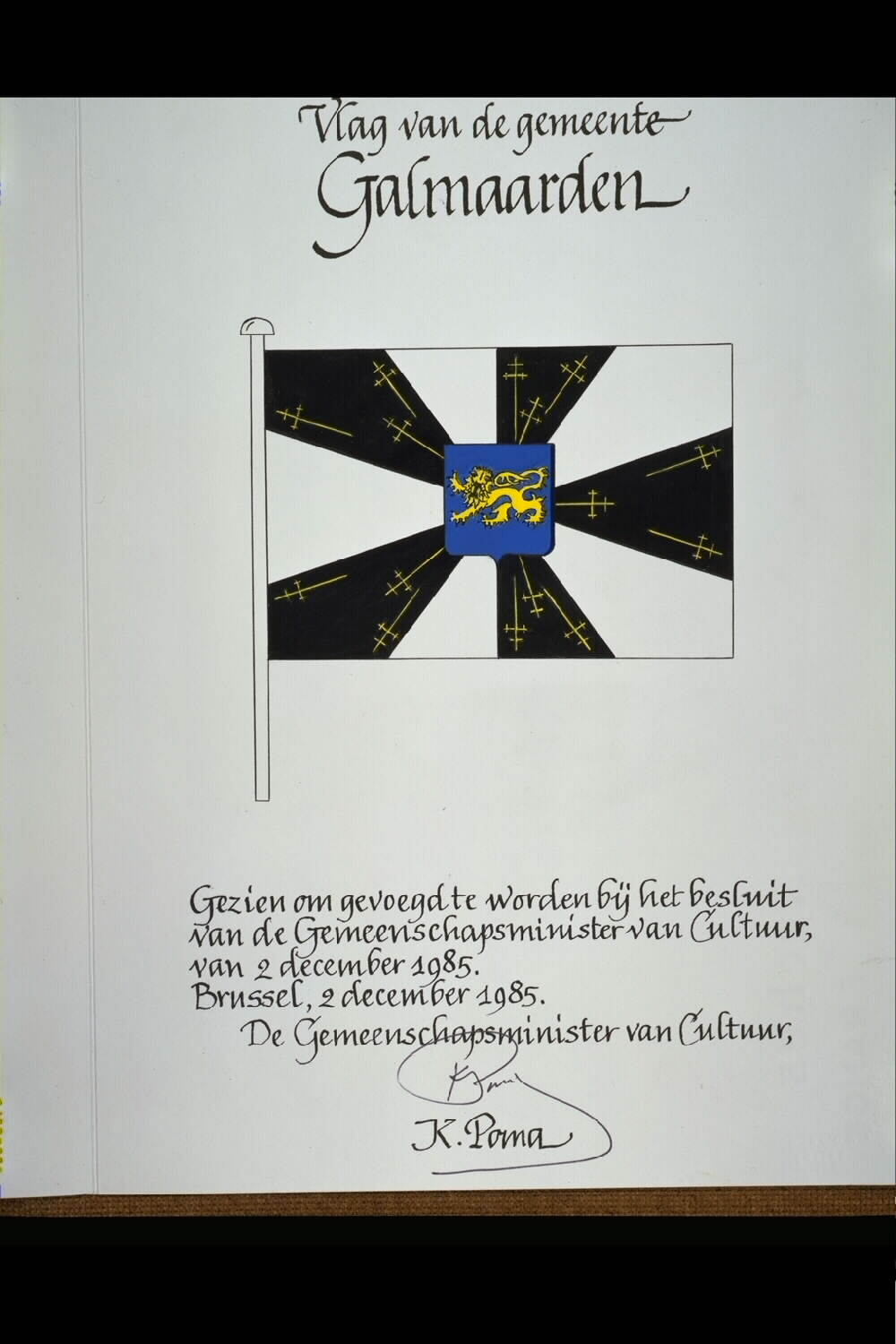
Ontwerp vlag getekend door Karel Poma